# RX J0806.3+1527
RX J0806.3+1527 или HM Рака (HM Cnc) — рентгеновская двойная звезда на расстоянии около 1600 световых лет от Солнца. Состоит из двух плотных белых карликов, вращающихся друг вокруг друга с периодом 321,5 секунды (в такой двойной системе продолжительность года составляет около 5,4 минуты) на расстоянии около 80000 км друг от друга (1/5 расстояния от Земли до Луны). Две звезды обращаются вокруг друг друга со скоростями больше 400 км/с. По оценкам массы звёзд составляют половину массы Солнца. Звёзды состоят из плотного вырожденного вещества, поэтому их радиусы сопоставимы с радиусом Земли. По мнению учёных, в конечном итоге звёзды сольются воедино, что подтверждается данными наблюдений в рентгеновском диапазоне такими спутниками, как Chandra, XMM-Newton и Swift. Данные наблюдений показывают, что орбитальный период уменьшается на 1,2 миллисекунды в год, при этом звёзды сближаются на 60 см в день. При таком темпе звёзды сольются воедино приблизительно через 340 тысяч лет. RX J0806 является двойной системой с наименьшим из известных периодов обращения. 

## Наблюдения
Поскольку RX J0806.3+1527 является парой белых карликов, то обладает относительно низкой светимостью в оптическом диапазоне спектра. Учёные обнаружили повторяющиеся пики рентгеновского излучения с периодом 321,5 секунды; модуляция с тем же периодом была выявлена в 1999 году в рамках миссии ROSAT. Последовавшие оптические наблюдения на телескопах ESO Very Large Telescope (VLT), Telescopio Nazionale Galileo (TNG) и Nordic Optical Telescope (NOT) позволили найти источник, соответствующий рентгеновскому, относительно слабый (видимая звёздная величина 20,7 в полосе B) объект с модуляцией видимого излучения с тем же периодом, что и у рентгеновского источника. Оптические наблюдения в течение 2001-2004 годов показали, что период уменьшается со скоростью около 1/1000 с в год. Этот результат был подтверждён при наблюдениях рентгеновского излучения в течение нескольких лет.

## Связь с общей теорией относительности
Уменьшение расстояния между компонентами системы означает потерю орбитальной энергии. Общая теория относительности Альберта Эйнштейна предсказывает, что такая система будет терять орбитальную энергию при создании гравитационных волн. По мнению учёных, RX J0806.3+1527 может стать одним из наиболее мощных источников гравитационных волн в нашей галактике.